# Wilhelm Heinrich von Schorlemer
Wilhelm Heinrich von Schorlemer (* nach 1600; † 14. September 1670) war Domherr in Münster.

## Leben
Wilhelm Heinrich von Schorlemer wurde als Sohn des Caspar Dietrich von Schorlemer zu Overhagen (Amtsdroste in Werl) und seiner Gemahlin Louise von Rhede zu Brandlecht in der westfälischen Adelsfamilie von Schorlemer geboren. Nach seiner Schulausbildung studierte er an der Universität Paris. Mit dem Erhalt der Tonsur am 12. April 1625 wurde Wilhelm Heinrich auf ein geistliches Leben vorbereitet. Am 13. November 1625 legte er eine kurfürstliche Zustimmungserklärung auf die münstersche Dompräbende des verstorbenen Wilhelm von Elverfeldt vor. Damit war er Domherr und gehörte dem Domkapitel an. Am 21. September 1634 erhielt er die Niederen Weihen und damit verbunden ein Subdiakonat in Winterswijk. Am 27. August 1643 wurde er zum ersten Mal wegen seines unsittlichen Lebenswandels suspendiert und unter Hausarrest gesetzt. Der Kurfürst Ferdinand ließ ihn am 30. Juni 1646 in Werl festnehmen und unter Arrest stellen. Nach 1650 setzte Schorlemer seinen skandalösen Lebenswandel in Münster fort. Dabei wurde er von dem Domdechanten von Mallinckrodt gestützt, der in ihm einen Verbündeten gegen seinen Erzfeind, dem Fürstbischof von Galen wähnte. Wegen der Streitigkeiten ließ von Galen seinen Neffen von Mallinckrodt im Jahre 1657 festsetzen und in die Burg Ottenstein verbringen, wo er im Jahre 1664 verstarb.
Es ist sehr verwunderlich, dass nach dem Tode von Mallinckrodts Schorlemer sein Unwesen weiter ungehindert treiben konnte und er auch noch das Archidiakonat Billerbeck erhielt.
Neben von Schorlemer gab es noch andere Domherren, die auch im Konkubinat lebten. Es wurde jedoch keiner von ihnen aus dem Domkapitel ausgeschlossen. Das war wohl darin begründet, dass man unbedingt Skandale verhindern wollte.
Wilhelm Heinrich von Schorlemer wurde im Dom zu Münster bestattet.